# Sozialforschungsstelle Dortmund
Die  Sozialforschungsstelle Dortmund (sfs) ist eines der großen deutschen Institute für Arbeitsforschung.
1972 als Nachfolgerin der gleichenorts bereits im April 1946 entstandenen und 1969/70 an die Universität Bielefeld übergeleiteten Sozialforschungsstelle an der Universität Münster gegründet, war sie bis 2006 als Landesinstitut dem Ministerium für Innovation, Wissenschaft, Forschung und Technologie des Landes Nordrhein-Westfalen zugeordnet. Seit Beginn des Jahres 2007 war die sfs eine zentrale wissenschaftliche Einrichtung der Technischen Universität Dortmund. Seit 2020 ist sie eine wissenschaftliche Einrichtung der Fakultät Sozialwissenschaften der Technischen Universität Dortmund.

## Das Institut
Ein interdisziplinäres Team von rund 40 Arbeits- und Sozialwissenschaftlern, Ökonomen, Pädagogen, Statistikern, Ingenieuren und Informatikern forscht, berät und evaluiert zu aktuellen Fragen in der Arbeitswelt. Einen wichtigen Anteil nehmen dabei verbund- sowie netzwerkartig organisierte Forschungs- und Beratungsprojekte ein. Insgesamt bearbeitet das Institut sieben thematische Schwerpunkte, darunter nationale und europäische Arbeitspolitik, Dienstleistungspolitik im gesellschaftlichen Wandel oder auch Bildung und Arbeit.

## Forschung
Neben anwendungsorientierter Grundlagenforschung, beispielsweise zur Arbeitsgestaltung und zum Arbeitsschutz, berät die Sozialforschungsstelle u. a. zu neuen Produktionskonzepten oder im Weiterbildungsbereich, evaluiert die Einführung von Öko-Audits, untersucht die Auswirkungen der Multimedia-Technologie und beschäftigt sich mit frauenspezifischer Arbeitsmarktpolitik, mit Gesundheitspolitik oder der Zukunft der Mitbestimmung.
Schwerpunkte:
- Neue Organisationskonzepte in Produktion, Verwaltung und Dienstleistung
- Modernes Wissens- und Netzwerkmanagement
- Einführung neuer Qualitäts- und Umweltmanagementsysteme
- Betriebliche Arbeitszeiten
- Berufsausbildung, Weiterbildung, Kompetenzentwicklung
- Arbeitsschutz und Gesundheit
- Entlohnungssysteme
- Genderforschung
- Netzwerkökonomie
- gesellschaftlicher Wandel
- Bildung – Arbeit – Beteiligung
- Europäische Arbeitspolitik
- Soziale Innovation
- u. v. m.

Die sfs ist Partner des Goethe-Instituts im Projekt Deutschland denkt.
Jährlich werden an der Sozialforschungsstelle Dortmund etwa 50 Forschungsprojekte zu aktuellen Themen der Arbeitsforschung durchgeführt. Die Forschungsschwerpunkte und inhaltliche Forschungsarbeit werden dabei von der Sozialforschungsstelle kontinuierlich erweitert und den aktuellen Forschungsdiskussionen angepasst.

## Geschichte
In der Frühzeit des Instituts standen die Erforschung des Rheinisch-Westfälischen Industriegebietes mit seinen sozialen Fragen im Vordergrund. So definierte der erste wissenschaftliche Direktor, der katholische Sozialethiker Heinrich Weber für die Sozialforschungsstelle folgende Aufgaben:
- Erforschung des sozialen Lebens des rheinisch-westfälischen Raumes in Vergangenheit und Gegenwart unter sozialpolitischen, sozialpsychologischen und sozialrechtlichen Gesichtspunkten,
- Wirtschaftsgeschichtliche und wirtschaftsgeographische Erforschung des rheinisch-westfälischen Raumes,
- Mitwirkung an der Lösung praktischer und sozialer Fragen durch Beratung und Gutachtertätigkeit,
- Verwendung der Ergebnisse der wissenschaftlichen Forschung in der Schulung und Fortbildung von Berufstätigen.

Die Gründung der Sozialforschungsstelle ging maßgeblich auf den Sozial- und Arbeitswissenschaftler Otto Neuloh zurück, der sie von 1947 bis 1960 leitete. Die Sozialforschungsstelle sollte das bildungs- und forschungspolitisch lange vernachlässigte Ruhrgebiet aufwerten und dabei möglichst unabhängig von Politik, Parteien oder Verbänden arbeiten. Trotz realer Selbstständigkeit versicherte man sich daher der akademischen Rückbindung, indem das Institut formal als „Außenstelle des Instituts für Wirtschafts- und Sozialwissenschaften der Universität Münster“ eingerichtet wurde. Diese halbuniversitäre Stellung ermöglichte auch die Beschäftigung solcher Personen, für die sich an den Universitäten zunächst keine Perspektiven ergaben.
Zahlreiche Studien zur (Wissenschafts-)Geschichte der Soziologie und der empirischen Sozialwissenschaften im 20. Jahrhundert haben auf die Bedeutung der Sozialforschungsstelle Dortmund hingewiesen. Jens Adamski hat insbesondere die Frage untersucht, ob es sich bei den nach dem Krieg etablierten Forschungsansätzen der empirischen Sozialforschung um einen amerikanisch inspirierten demokratischen Neuanfang des Faches oder um Kontinuitäten zur NS-Sozialforschung gehandelt hat, die sich über einzelne Personen und Schulen hinaus bis in methodische Präferenzen und theoretische Prämissen erstreckten.
Adamski zeigt am Beispiel Wilhelm Brepohls, dass dieser seine bereits während der 1930er Jahre entwickelte These eines eigenständigen „Industrievolks“ („Der Typ des Polack“) des Ruhrgebiets in der Bundesrepublik weitgehend unverändert fortschrieb. und damit an seine Tätigkeit in der NS-Zeit als Leiter der Forschungsstelle für das Volkstum im Ruhrgebiet anknüpfte. Brepohl stammte geistig aus der NS-Organisation Deutsche Arbeitsfront (DAF) und deren „Arbeitswissenschaftlichen Institut“ AWI. Zumindest zu Beginn seiner Zeit als Leiter der Forschungsstelle war diese (auch) „ein Sammelbecken von belasteten Wissenschaftlern“. Als Gegenbeispiel kann die Integration des Harkort-Instituts in die Sozialforschungsstelle gelten, wobei ein ebenfalls aus der NS-Zeit herrührender Forschungsschwerpunkt – vertreten durch Carl Jantke, Bruno Kuske und Gunther Ipsen – sich von explizit völkischen Ideologemen verabschiedeten. Davon zeugte auch die intensiv betriebene Großstadtforschung (z. B. von Elisabeth Pfeil), welche über hergebrachte kulturpessimistische Muster und bevölkerungspolitische Fragestellungen aus der NS-Zeit hinauswies. Diese starke Tendenz einer „Versozialwissenschaftlichung“, so beobachtet Adamski, erfasste auch historisch angelegte Vorhaben an der Sozialforschungsstelle.
Mittelfristig konnte sich die Geschichtswissenschaft in Dortmund nicht etablieren, was Adamski dem pragmatischen Gegenwartsbezug des Forschungsansatzes und Arbeitsstils der Sozialforschungsstelle zuschreibt. Er hebt vor allem die Konvergenz von anwendungsorientierter Sozialforschung und konservativem Stabilisierungsinteresse hervor, die das Institut während der 1950er-Jahre beherrscht habe – eine Motivation, die in der jüngeren Forschung nicht mehr als restaurative Blockadehaltung beklagt, sondern durchaus gewürdigt werde.
1960 trat Helmut Schelsky das Amt des wissenschaftlichem Direktors an. Zu dieser Zeit galt die Sozialforschungsstelle noch als „Waschanlage“ für schwer belastete Sozialwissenschaftler aus dem Dritten Reich. Auch Schelsky, dessen im Jahr 1943 vorgesehene Erstberufung an die Reichsuniversität Straßburg wegen des Kriegs nicht zustande gekommen war und der ab 1948 in Hamburg lehrte, stammte aus der Sozialwissenschaft der NS-Zeit. Andererseits hatte er sich in den 1950er Jahren als innovativer Soziologe mit beachtlicher gesellschaftlicher Breitenwirkung etablieren können, so dass seine Berufung als wissenschaftlicher Leiter der Sozialforschungsstelle durchaus als Modernisierung verstanden werden konnte. Er ordnete das Institut neu und forcierte eine stark soziologisch angeleitete Grundlagenforschung, die auch inhaltlich neue Schwerpunkte setzte, so durch eine Abteilung für „Soziologie der Entwicklungsländer“.
Angesichts der rapiden Expansion der universitären Soziologie konnte auch Schelskys „beinahe unmäßige“ Habilitationspraxis nicht verhindern, dass die Sozialforschungsstelle in der Konkurrenz zu den universitären Aufstiegsmöglichkeiten immer öfter das Nachsehen hatte. Als Schelsky für den Vorsitz des Gründungsausschusses der Universität Bielefeld berufen wurde, war es eine fast zwangsläufige Schlussfolgerung, das außeruniversitäre nun in ein universitäres Institut umzuwandeln. Gegen den Widerstand der Stadt Dortmund transformierte sich die Sozialforschungsstelle 1969/70 in die neue Bielefelder Fakultät für Soziologie, für die Schelsky in einem ersten Konzeptpapier nicht weniger als zwölf Ordinariate mit 46 Assistenten vorgesehen hatte.
1972/73 wurde die Sozialforschungsstelle jedoch als Landesinstitut des Landes Nordrhein-Westfalen am Standort Dortmund wieder begründet. In den 1970er und 1980er Jahren leistete die Sozialforschungsstelle unter den Direktoren Willi Pöhler, Gert Schmidt und Gerd Peter wichtige Beiträge zum Programm Humanisierung des Arbeitslebens, vor allem durch große Branchenprojekte in der Bekleidungs-, Stahl- und Gießereiindustrie.
Seit 2007 ist die Sozialforschungsstelle eine zentrale Einrichtung der TU Dortmund. Dabei ist die Verbindung von exzellenter Forschung und gesellschaftlicher Wirkung seit ihrer Gründung ein wichtiges Markenzeichen der Sozialforschungsstelle geblieben. Als Institut der TU Dortmund hat sich die Sozialforschungsstelle unter der Leitung von Jürgen Howaldt neben der traditionsreichen Arbeitsforschung vor allem im Bereich der sozialen Innovationsforschung zu einem national und international anerkannten Institut entwickelt. Die von Wissenschaftlern des Instituts herausgegebenen Sammelbände „Atlas of Social Innovation“, „A Research Agenda for Social Innovation“ und „Encyclopedia of Social Innovation“ bringen Experten des Forschungsfelds zusammen und präsentieren einen Überblick der internationalen Forschung.
Seit 2020 ist die Sozialforschungsstelle Teil der neu gegründeten Fakultät Sozialwissenschaften. Die Forschungsstärke des Instituts und ihre zukunftsgerichteten, national wie international sichtbaren Themen bildeten einen wichtigen Anlass zur Gründung einer eigenständigen sozialwissenschaftlichen Fakultät.
2022 erhielt die Sozialforschungsstelle den Dortmunder Dialogpreis.